# Saison 4 de Grown-ish
Chronologie
Saison 3 Saison 5
Cet article recense la liste des épisodes de la quatrième saison de la série télévisée américaine Grown-ish.
Aux États-Unis, la première partie de la saison est diffusée du 8 juillet 2021 au 2 septembre 2021 et la seconde du 27 janvier 2022 au 24 mars 2022 sur Freeform.

## Synopsis
Après des vacances hautes en couleur au Mexique, Zoey Johnson et ses amis entament leur dernière année de lycée mais de nombreux défis se dressent encore sur le chemin.

## Distribution

### Acteurs principaux
- Yara Shahidi (VFB : Aaricia Dubois) : Zoey Johnson
- Trevor Jackson (VFB : Maxime Van Santfoort) : Aaron Jackson
- Francia Raisa (VFB : Claire Tefnin) : Analisa « Ana » Patricia Torres
- Emily Arlook (en) (VFB : Audrey d'Hulstère) : Nomi Segal
- Jordan Buhat (VFB : Brieuc Lemaire) : Vivek Shah
- Chloe Bailey (VFB : Nancy Philippot) : Jazlyn « Jazz » Forster
- Luka Sabbat (VFB : Pierre Le Bec) : Luca Hall
- Diggy Simmons (VFB : Olivier Prémel) : Douglas Frederick « Doug » Edwards

### Acteurs récurrents
- Deon Cole (VFB : Pierre Lognay) : Professeur Charlie Telphy
- Halle Bailey (VFB : Marie Braam) : Skylar « Sky » Forster
- Daniella Perkins (en) (VFB : Sofia Abouatmane) : Kiela Hall
- Henri Esteve (en) : Javier « Javi »

### Invités
- Raigan Harris : Rochelle
- Anthony Anderson (VFB : Sébastien Hébrant) : Andre « Dre » Johnson Sr.
- Tracee Ellis Ross (VFB : Marcha Van Boven) : Dr Rainbow « Bow » Johnson
- Laurence Fishburne (VFB : Robert Guilmard) : Earl « Pops » Johnson
- Jenifer Lewis (VFB : Monique Clémont) : Ruby Johnson
- Miles Brown (en) (VFB : Arsène Van Der Bruggen) : Jack Johnson
- Marsai Martin (VFB : Noa Lecot) : Diane Johnson

Source : selon les cartons de doublage de la saison 4 sur Disney+

## Liste des épisodes
1. Encore ces sentiments
2. Soûls d'amour
3. Démons
4. Leçons de père
5. Un garçon non armé
6. Rien ne change
7. La Flamme créatrice
8. Cancel culture
9. Prise de vitesse
10. Ça a failli bien se terminer
11. Droit contre éthique
12. M. Aujourd'hui et maintenant
13. C'est acceptable de ne pas se sentir bien
14. La Révolution ne sera pas télévisée
15. Je ne peux pas te laisser partir
16. Vis ta vie
17. Choisir c'est renoncer
18. De l'enfant à l'adulte

### Épisode 1:Encore ces sentiments
- États-Unis : 8 juillet 2021 sur Freeform
- France : 18 mai 2022 sur Disney+

- États-Unis : 0.26 millions de téléspectateurs[1]

- Manuela Huston : Camilla

### Épisode 2:Soûls d'amour
- États-Unis : 15 juillet 2021 sur Freeform
- France : 18 mai 2022 sur Disney+

- États-Unis : 0.31 millions de téléspectateurs[2]

- Manuela Huston : Camilla
- William Guirola : le policier
- Sebastian Naranjo : un invité

### Épisode 3:Démons
- États-Unis : 22 juillet 2021 sur Freeform
- France : 18 mai 2022 sur Disney+

- États-Unis : 0.27 millions de téléspectateurs[3]

- Tijuana Ricks : Dr. Jenkins
- Warren Egypt Franklin : Des
- Roberto Martin : Mauricio
- Horace Dodd : Coach Flacks
- Samantha Cormier : une étudiante

### Épisode 4:Leçons de père
- États-Unis : 29 juillet 2021 sur Freeform
- France : 18 mai 2022 sur Disney+

- États-Unis : 0.27 millions de téléspectateurs[4]

- Sean T. Krishnan : Arjun Shah
- Stella Vazquez et Zoe Vazquez : bébé Luna
- Soma Mitra : Riya Shah
- Joseph Meissner : le membre du conseil d'administration

### Épisode 5:Un garçon non armé
- États-Unis : 5 août 2021 sur Freeform
- France : 18 mai 2022 sur Disney+

- États-Unis : 0.21 millions de téléspectateurs[5]

### Épisode 6:Rien ne change
- États-Unis : 12 août 2021 sur Freeform
- France : 18 mai 2022 sur Disney+

- États-Unis : 0.24 millions de téléspectateurs[6]

- Avery Wilson (en) : le chanteur
- Brandon Molale : l'officier de police
- Andrew Keller : l'officier de police du campus

### Épisode 7:La Flamme créatrice
- États-Unis : 19 août 2021 sur Freeform
- France : 18 mai 2022 sur Disney+

- États-Unis : 0.22 millions de téléspectateurs[7]

- Tijuana Ricks : Dr. Jenkins
- La La Anthony : Esme
- Des Moran : Kaylon
- Najee Muhammad : Terry
- Tiana Sharp : Ilana

### Épisode 8:Cancel culture
- États-Unis : 26 août 2021 sur Freeform
- France : 18 mai 2022 sur Disney+

- États-Unis : 0.26 millions de téléspectateurs[8]

- Warren Egypt Franklin : Des
- La La Anthony : Esme

### Épisode 9:Prise de vitesse
- États-Unis : 2 septembre 2021 sur Freeform
- France : 18 mai 2022 sur Disney+

- États-Unis : 0.24 millions de téléspectateurs[9]

- Warren Egypt Franklin : Des
- Tommy O'Brien : Phil
- Jordyn Denning : Steele

### Épisode 10:Ça a failli bien se terminer
- États-Unis : 27 janvier 2022 sur Freeform
- France : 18 mai 2022 sur Disney+

- États-Unis : 0.15 millions de téléspectateurs[10]

- Warren Egypt Franklin : Des
- Stella Vazquez et Zoe Vazquez : bébé Luna

### Épisode 11:Droit contre éthique
- États-Unis : 3 février 2022 sur Freeform
- France : 18 mai 2022 sur Disney+

- États-Unis : 0.20 millions de téléspectateurs[11]

- Brandon Gilpin : Renard
- Sharmita Bhattacharya : Lola
- Matthew Downs : l'officier Taylor

### Épisode 12:M. Aujourd'hui et maintenant
- États-Unis : 10 février 2022 sur Freeform
- France : 18 mai 2022 sur Disney+

- États-Unis : 0.16 millions de téléspectateurs[12]

- Warren Egypt Franklin : Des
- Tommy O'Brien : Phil
- Alexander Neher : Matt
- Stella Vazquez et Zoe Vazquez : bébé Luna

### Épisode 13:C'est acceptable de ne pas se sentir bien
- États-Unis : 17 février 2022 sur Freeform
- France : 18 mai 2022 sur Disney+

- États-Unis : 0.17 millions de téléspectateurs[13]

- Tijuana Ricks : Dr. Jenkins
- Warren Egypt Franklin : Des
- Lorene Chesley : la journaliste

### Épisode 14:La Révolution ne sera pas télévisée
- États-Unis : 24 février 2022 sur Freeform
- France : 18 mai 2022 sur Disney+

- États-Unis : 0.12 millions de téléspectateurs[14]

- Kadeem Hardison : Carnegie
- Brandon Gilpin : Renard

### Épisode 15:Je ne peux pas te laisser partir
- États-Unis : 3 mars 2022 sur Freeform
- France : 18 mai 2022 sur Disney+

- États-Unis : 0.16 millions de téléspectateurs[15]

### Épisode 16:Vis ta vie
- États-Unis : 10 mars 2022 sur Freeform
- France : 18 mai 2022 sur Disney+

- États-Unis : 0.13 millions de téléspectateurs[16]

- Tommy O'Brien : Phil
- Sean T. Krishnan : Arjun Shah
- Soma Mitra : Riya Shah
- Malie Mason : Wendy
- Kelli Dawn Hancock : l'infirmière
- Stella Vazquez et Zoe Vazquez : bébé Luna

### Épisode 17:Choisir c'est renoncer
- États-Unis : 17 mars 2022 sur Freeform
- France : 18 mai 2022 sur Disney+

- États-Unis : 0.16 millions de téléspectateurs[17]

- Warren Egypt Franklin : Des
- Tommy O'Brien : Phil
- Brandon Gilpin : Renard
- Stella Vazquez et Zoe Vazquez : bébé Luna

### Épisode 18:De l'enfant à l'adulte
- États-Unis : 24 mars 2022 sur Freeform
- France : 18 mai 2022 sur Disney+

- États-Unis : 0.19 millions de téléspectateurs[18]

- Tommy O'Brien : Phil
- Jina Song : Sib
- Adam Wasser : Dean Henry
- Stella Vazquez et Zoe Vazquez : bébé Luna